# Parfum de femme (roman)
Pour les articles homonymes, voir Parfum de femme.
Parfum de femme (Il buio e il miele) est un roman italien de Giovanni Arpino qui a paru en 1969.
La traduction française, signée Nathalie Bauer, est publiée en 2005.
Le personnage principal est un officier devenu invalide à cause d’un accident pendant un exercice sur le champ de tir. Deux films ont été tournés à partir de ce roman : Parfum de femme (Profumo di donna, 1974), réalisé par Dino Risi, et interprété Vittorio Gassman, et Le Temps d'un week-end (Scent of a Woman, 1992), réalisé par Martin Brest et interprété par Al Pacino.
Le roman connaît un beau succès à sa parution, le héros étant vu comme un emblème de la solitude moderne.

## Résumé
Le capitaine Fausto G. a 39 ans et est aveugle depuis neuf ans. Il lui manque aussi une main à cause d’une bombe, qui a explosé pendant un exercice. Le lieutenant Vincenzo C., que le capitaine Fausto G. retrouvera à Naples, a perdu la vue dans le même accident. Fausto G. vit à Turin chez sa tante, une femme âgée. Il choisit de visiter son ami le lieutenant Vincenzo C. à Naples. Il voyage avec un jeune militaire, qui fait son service et a été désigné par la hiérarchie comme son accompagnateur.
Quand il rencontre ce jeune militaire, Fausto choisit de l’appeler Ciccio, le même nom qu’il utilise pour tous ses assistants. Les événements sont racontés à la première personne par Ciccio.
Le voyage vers Naples a deux haltes : à Gênes et à Rome. Fausto, qui boit toujours et emporte une bouteille d'alcool, révèle son caractère autoritaire. Ciccio supporte et pense avoir compris sa colère.
À Gênes, Ciccio doit organiser un rendez-vous avec une prostituée. Dans la chambre, où il passe la nuit, Ciccio voit que dans la valise de Fausto, il y a un revolver. Quand ils se trouvent à Rome, Fausto rencontre son cousin, un prêtre, avec qui Fausto a un comportement brusque. Plus tard, dans un café, Fausto est gêné par un homme aveugle, qui vend des billets de la loterie. Fausto ne supporte pas les hommes qui ont son handicap et commande  donc à Ciccio d’acheter tous les billets pour chasser l’aveugle. Avant de partir pour Naples, les deux passent la nuit dans un petit hôtel.
Quand ils arrivent à Naples, Ciccio pense qu’il y a un accord secret entre Fausto et Vincenzo. Sérieux et taciturne, Vincenzo a un caractère différent de celui de Fausto. Il passe le temps avec quatre filles : Sara et Candida, deux sœurs, qui sont les filles de la propriétaire du restaurant, où ils mangent toujours, et Ines et Michelina sont deux de leurs amies. Sara est tombée amoureuse de Fausto malgré la différence d’âge, mais Fausto ne l’aime pas.
Une fête est organisée dans la maison de Vincenzo. Quand la fête se termine, Ciccio et les filles entendent des coups de feu. Ciccio et Sara rentrent. Vincenzo est assis sur un fauteuil, et le sang coule d’une de ses oreilles, Fausto est étonné, mais Sara n’hésite pas et s’enfuit avec Fausto dans l’une de leurs maisons, Sara ayant peur qu’il puisse être accusé de l’homicide de Vincenzo. Fausto devait tuer Vincenzo et puis se suicider mais n’a pas eu le courage de le faire. Maintenant, Fausto se déteste.
Plus tard, les personnages découvrent que Vincenzo n’est pas mort puisqu'un os l’a sauvé. On pense qu’il avait essayé de se suicider, Fausto n’est pas accusé. Il admet être coupable, mais il change son attitude envers Sara et reste avec elle pour toujours.

## Adaptations cinématographiques
- 1974 : Parfum de femme (Profumo di donna), film italien réalisé par Dino Risi, avec Vittorio Gassman - Prix d'interprétation masculine au Festival de Cannes 1975
- 1992 : Le Temps d'un week-end (Scent of a Woman), film américain réalisé par Martin Brest, avec Al Pacino - Oscar du meilleur acteur 1992 à la 65e cérémonie des Oscars